# Svartadyngja
Svartadyngja är en kulle i republiken Island. Den ligger i regionen Norðurland eystra, 270 km öster om huvudstaden Reykjavík. Toppen på Svartadyngja är 758 meter över havet, eller 56 meter över den omgivande terrängen. Bredden vid basen är 1,9 km.
Trakten runt Svartadyngja är nära nog obefolkad, med mindre än två invånare per kvadratkilometer. Det finns inga samhällen i närheten. Trakten runt Svartadyngja är ofruktbar med lite eller ingen växtlighet.